# Angela Davis
Pour les articles homonymes, voir Davis.
Angela Davis /ˈænd͡ʒələˈdeɪvɪs/, née le 26 janvier 1944 à Birmingham en Alabama, est une militante, professeure de philosophie et  écrivaine américaine. Militante communiste, pacifiste et féministe, elle défend les droits humains, notamment ceux des minorités.
Militante du Mouvement américain des droits civiques, membre du Black Panther Party. Elle est poursuivie par la justice à la suite de la tentative d’évasion de trois prisonniers (George Jackson, Fleeta Drumgo et John Cluchette), qui se solda par la mort d’un juge californien après sa prise en otage en août 1970, dont le meurtre avait été perpétré avec un des fusils qu'elle avait achetés deux jours auparavant. Emprisonnée vingt-deux mois à New York, puis en Californie, elle est finalement acquittée et poursuit une carrière universitaire qui la mène au poste de directrice du département d’études féministes de l’université de Californie à Santa Cruz. Ses centres d’intérêt sont la philosophie féministe, notamment le Black feminism, les études afro-américaines, la théorie critique, le marxisme et le système carcéral. En 1998, elle fait son coming out en tant que lesbienne.
Pendant la guerre froide, elle visite plusieurs fois l'Union soviétique et l'Allemagne de l'Est, exprimant en ces occasions son soutien et sa sympathie pour leur modèle communiste, la révolution d'Octobre et Lénine, acceptant notamment le prix Lénine pour la paix en 1979. Elle est à deux reprises, en 1980 et en 1984, candidate à la vice-présidence des États-Unis pour le Parti communiste américain, en tandem avec Gus Hall. Par la suite, elle est active dans le mouvement Occupy et la campagne de boycott anti-israélien Boycott, désinvestissement et sanctions.

## Biographie

### Enfance
Angela Yvonne Davis /ˈænd͡ʒələ iˈvɑn ˈdeɪvɪs/ est née le 26 janvier 1944, dans une famille afro-américaine du quartier surnommé « Dynamite Hill » de Birmingham en  Alabama, alors que les lois Jim Crow imposaient toujours la ségrégation raciale dans le Sud des États-Unis. Son père était diplômé de St Augustine’s College, une institution réservée aux Noirs Américains située à Raleigh en Caroline du Nord. Il fut brièvement professeur d’histoire dans l’enseignement secondaire. Estimant son salaire insuffisant, il quitta son emploi de professeur pour acquérir une station service dans le quartier noir de Birmingham. Sa mère, qui a grandi dans une famille d'accueil et mena aussi ses études jusqu’au supérieur, était professeure en primaire. La famille Davis occupe, dans un premier temps, des logements sociaux de Birmingham. En 1948, sa famille quitte leur logement social pour une vaste maison dans un quartier qu’elle est la première famille noire à occuper. Rapidement après son arrivée, elle est suivie par de nombreuses autres familles noires. Cette mixité nouvelle exacerbe les tensions raciales. En 1949 a lieu le premier attentat contre une des maisons nouvellement construites par des Noirs. C'est le premier d’une longue série qui donne au quartier son surnom de « Dynamite Hill ».
Durant sa jeunesse, Davis est profondément marquée par son expérience du racisme, des humiliations de la ségrégation raciale et du climat de violence qui règne dans son environnement quotidien. Cette expérience s’accompagne des premiers éléments de socialisation politique. La famille d’Angela y joue un rôle important. Ses deux parents possèdent une expérience militante : à l'école secondaire, sa mère a participé à des mouvements antiracistes, militant notamment pour la libération des Scottsboro Boys. Ses deux parents sont par ailleurs membres de la National Association for the Advancement of Colored People (NAACP). Sa grand-mère maternelle, née quelques années après la Proclamation d'émancipation, lui parle de l’esclavage qu’avaient connu ses propres parents. Ses premières vacances à New York, où elle goûte aux joies d’une vie non ségréguée dans la famille de son amie Margaret Burnham (en), sa future avocate, avive encore sa conscience des humiliations quotidiennes qu’impose la ségrégation. Plusieurs nouveaux épisodes lors de ses visites ultérieures ― entre six et dix ans, elle passe la plus grande partie de ses étés à New York ―, viendront réviser son jugement sur la situation idéale des Noirs dans le Nord.
Elle fréquente l’école primaire de Birmingham, réservée aux Noirs. Abritée dans des bâtiments vétustes, elle est moins bien dotée financièrement que l’école réservée aux Blancs. Davis note toutefois que la ségrégation avait aussi pour effet de laisser aux enseignants noirs une marge de liberté qui leur permettait d’orienter le contenu de leur enseignement dans un sens qui favorisait l’émergence d’une identité spécifiquement noire. Outre The Star-Spangled Banner, l’hymne national américain, les enfants apprenaient et chantaient en classe l’Hymne national noir de James Weldon Johnson. Ils se voyaient enseigner la vie des personnages historiques noirs qui avaient marqué la vie du pays comme Frederick Douglass, Sojourner Truth ou Harriet Tubman. Le modèle de réussite qui était proposé aux enfants noirs par les enseignants s’appuyait néanmoins selon elle sur une morale de la réussite individuelle qui masquait la dimension collective de la lutte qu’elle pensait devoir être mise en œuvre pour renverser le système raciste et libérer les Noirs de leur oppression.
À quatorze ans, alors qu’elle se dit ennuyée par « le provincialisme de Birmingham », elle choisit de rejoindre l'école secondaire Elisabeth-Irwin, une école privée de Greenwich Village (New York) défendant les principes de l’éducation nouvelle.

### Les années new-yorkaises
Son arrivée à New-York marque une nouvelle étape dans sa socialisation politique. Elle est logée chez le révérend William Howard Melish. Pasteur de la plus grande église épiscopale de Brooklyn dans les années 1950, il avait perdu ses fonctions au terme d'un long bras de fer avec sa hiérarchie à cause de ses prises de position contre le maccarthysme et son affiliation à la Soviet-American Friendship Organization (Organisation de l’amitié américano-soviétique). Le corps enseignant de l'école secondaire Elisabeth Irwin que Davis a rejoint est dans sa grande majorité interdit d’enseignement dans le secteur public à cause de son positionnement politique marqué à gauche. C’est dans ce nouvel environnement qu’elle entend pour la première fois parler du socialisme, s’avouant notamment fascinée par les expériences utopiques, comme celle de Robert Owen. Elle lit le Manifeste communiste, qui la conduit « à replacer les problèmes du peuple noir dans le contexte plus large d’un mouvement de la classe ouvrière ».
Elle entre dans une organisation de jeunesse marxiste-léniniste nommée Advance. C’est sa première expérience du militantisme. Elle y côtoie des amies de longue date comme Margaret Burnham ou Mary Lou Patterson mais retrouve aussi à cette occasion Bettina Aptheker, la fille de l’historien communiste Herbert Aptheker, dont le domicile accueille la plupart des réunions du groupe. Elle participe aux manifestations de soutien au mouvement des droits civiques, qui connaît un nouvel élan avec la campagne de sit-in initiée le 1er février 1960 à Greensboro. Davis a cependant le sentiment d’avoir quitté le Sud au moment où le mouvement prenait véritablement de l’ampleur et en éprouve une vive frustration. Elle se range néanmoins à l’avis de ses parents, qui lui enjoignent de finir son année scolaire à New York.

### Études supérieures
En 1962, elle obtient une bourse pour étudier à l’université Brandeis, dans le Massachusetts. Elle est l’une des trois étudiantes noires de première année. Elle se plonge notamment dans les œuvres des existentialistes français (Jean-Paul Sartre, Albert Camus…). Son année universitaire est marquée par une série de conférences de l'écrivain afro-américain James Baldwin sur la littérature. Elle y entend pour la première fois le philosophe Herbert Marcuse, avec qui elle étudiera par la suite. Elle occupe divers emplois pour financer un voyage en Finlande où se déroule le Festival mondial de la jeunesse et des étudiants. 
Lors de sa deuxième année à Brandeis, elle étudie la littérature et la philosophie française contemporaine ; Sartre en particulier continue de susciter son intérêt. Elle voit Malcolm X haranguer un amphithéâtre composé presque exclusivement d’étudiants blancs, en leur annonçant la prochaine punition divine de leurs péchés envers les Noirs.
À l'issue de son cursus, Davis obtient une prolongation de sa bourse pour suivre le programme français de troisième année du Hamilton College. En septembre 1963, elle passe ainsi un mois à Biarritz. C’est dans la station balnéaire française qu’elle apprend l’attentat qui a frappé l’église baptiste de sa ville natale de Birmingham, où quatre jeunes filles sont tuées. Trois étaient de proches connaissances. Refusant d’y voir le résultat d’un comportement extrémiste isolé, elle analyse « cet événement violent et spectaculaire » comme l’expression paroxystique de « la routine quotidienne, souvent monotone, de l’oppression raciste ». Elle passe novembre à Paris (suivant un cours de littérature contemporaine à la Sorbonne), puis l’été à Francfort, où elle assiste à des conférences de Theodor W. Adorno. Sa formation intellectuelle se poursuit : elle lit Marcuse et de retour à Brandeis se rapproche du philosophe après avoir assisté à sa série de conférences sur la pensée politique européenne depuis la Révolution française. Sur ses conseils, elle décide de partir étudier la philosophie à Francfort. Elle quitte ainsi les États-Unis en 1965, au milieu des émeutes de Watts.

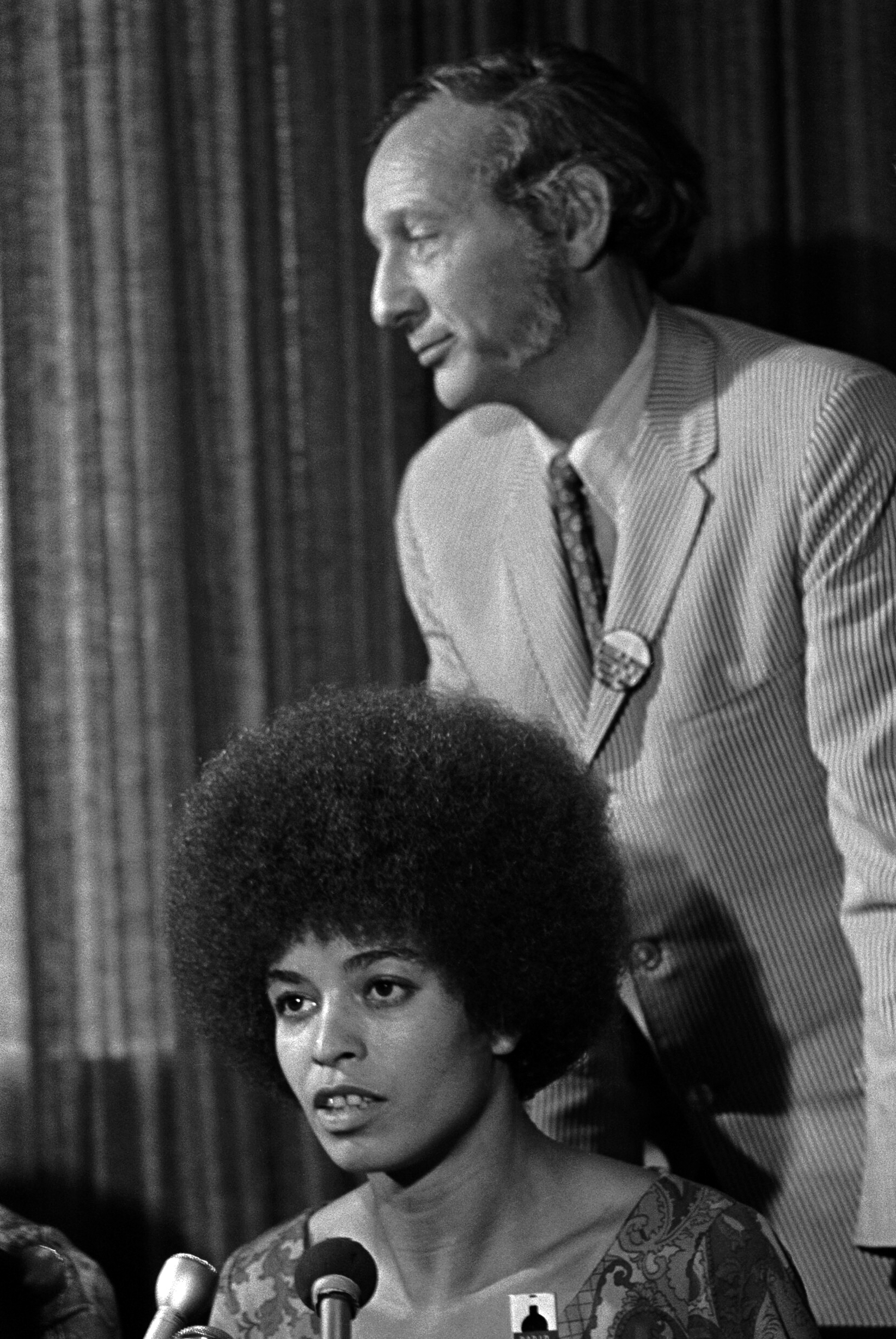
Angela Davis et (logicien et activiste antimilitariste), en 1967.

En Allemagne, elle étudie avec Marcuse, une des figures principales de l'école de Francfort, dont elle affirmera en 2007 qu'il « lui a appris qu'il était possible d'être une universitaire, une activiste, une chercheuse, et une révolutionnaire ». Elle côtoie des étudiants allemands membres de l’Union socialiste allemande des étudiants (SDS), participe à des manifestations contre l'intervention militaire américaine au Viêt Nam ou contre la projection du film documentaire italien pro-colonisation Africa Addio et visite régulièrement Berlin-Est.
Pendant son séjour, le mouvement de libération des Noirs connaît de profondes évolutions et tend à se radicaliser dans le sillage du Black Arts Movement et du mouvement Black Power. Frustrée de ne pouvoir participer à l’effervescence militante qui semble régner dans son pays, elle décide de rentrer aux États-Unis à l’issue de sa deuxième année en Allemagne. Marcuse, désormais en poste à l’université de San Diego, accepte de reprendre la direction de sa thèse, initialement dirigée par Adorno.

### Engagement politique
À son arrivée à San Diego, elle est privée de tout contact au sein du mouvement noir californien (Black Panther Party) et adhère en désespoir de cause à l’organisation radicale des étudiants du campus, dont l’action se tourne principalement vers la lutte contre la guerre du Viêt Nam. Elle subit à cette occasion sa première arrestation à la suite d'une distribution de tracts. Souhaitant s’impliquer dans une action spécifique à destination des Noirs, elle travaille à fonder en 1967 la Black Student Union de l’université de San Diego, jusqu’alors inexistant. Sa première action est de participer à un comité de soutien à Ed Lynn, un soldat qui avait lancé une pétition contre la discrimination raciale dans l’armée.
Son implication militante lui révèle la profonde désunion du mouvement de libération des Noirs et les très fortes rivalités qui le traversent. Sur le plan des objectifs, elle s’oppose au séparatisme de certaines des organisations du Black Nationalism, qui pensent que la libération du peuple noir doit passer par une séparation de la société blanche et la fondation d’une Nation noire sur le sol américain ou africain. Sur le plan des moyens, elle refuse la méthode consistant à exacerber les antagonismes entre Noirs et Blancs dans le but de provoquer des soulèvements spontanés similaires aux émeutes de Watts ou de Detroit, dans lesquelles certaines organisations voyaient les prémices d’un soulèvement généralisé du peuple afro-américain[source insuffisante].
Elle n’en refuse pas moins l’intégrationnisme qui fut la position de Martin Luther King. Le marxisme constitue un des éléments centraux de son positionnement : elle pense que la lutte de libération des Noirs doit s’insérer dans le mouvement révolutionnaire dont le socialisme constitue l’horizon. Or le marxisme est rejeté par une grande partie des organisations nationalistes qui le désignent, à l’image de Stokely Carmichael, le leader du Student Nonviolent Coordinating Committee (SNCC), comme étant « la chose de l’homme blanc ». Les Blancs ont d’ailleurs été écartés des leviers de commande du SNCC à partir du printemps 1966. Pour ces nationalistes, les Noirs ne doivent compter que sur leurs propres valeurs, leurs propres analyses et leurs propres forces pour se libérer.
Si Davis affiche son marxisme, elle hésite plus longuement avant de s’affilier au mouvement communiste. Elle met cette réticence initiale sur le compte de son parcours militant. En Allemagne notamment, elle s’est imprégnée d’un discours libertaire très critique à l’égard du communisme soviétique. Elle finit par adhérer en 1968 au Che-Lumumba Club, une section du Parti communiste USA réservée aux Noirs. Elle rejoint aussi le Black Panther Party, dont la position révolutionnaire se caractérise par un égal refus de l’intégrationnisme et du séparatisme[réf. nécessaire].
Son adhésion au Parti communiste américain et au mouvement du Black Panther Party lui vaut d'être surveillée par le FBI, dans le cadre du programme COINTELPRO. Elle enseigne en 1969 à l'université de Californie à Los Angeles mais en est renvoyée à cause de son activisme politique.

### Prise d'otages du comté de Marin, cavale et procès

#### La prise d'otages
Angela Davis s'investit dans le comité de soutien aux trois prisonniers et militants noirs américains (coordinatrice puis responsable du comité), George Jackson (Black Panther), membre du  Black Panther Party, Fleeta Drumgo et John Clutchette (« les frères de Soledad »), accusés d'avoir assassiné un gardien de la prison de Soledad (en), dans le comté de Monterey, en représailles de l'assassinat de trois de leurs codétenus par le gardien O. G. Miller qui, au cours d'une bagarre dans la cour, au moment d'une séance collective de gymnastique, fit feu à trois reprises. « Quelques jours plus tard, le grand jury de Monterey... [le déchargeait] de toute responsabilité dans la mort des trois [détenus]. Le grand jury déclara qu'il n'avait fait que commettre un "homicide justifié" ».
Dans le cadre de son activisme et son engagement politiques, elle va être accusée de complicité et d'avoir ainsi contribué à la prise d'otages qui devait avoir pour but la libération des trois « frères de Soledad ».
Le 7 août 1970, le frère de George Jackson, Jonathan, alors âgé de 17 ans, brandit une arme à feu en pleine séance du tribunal numéro 1 du comté de Marin (Californie), où se déroule le procès de James Mc Cain, « un prisonnier de la prison d'État de San Quentin qui venait d'être inculpé d'agression à la suite d'un incident qui avait eu lieu à la prison ». Ruchell Magee et William Christmas, alors présents en tant que codétenus, témoins pour le compte de la défense, se joignent à Jonathan Jackson. Après avoir crié selon des témoins « Libérez les frères de Soledad », « Libérez tous les prisonniers politiques », ils prennent en otages le juge Harold Haley, le district attorney Garry Thomas et plusieurs jurés, et s'enfuient ensuite dans une camionnette garée devant le tribunal. Dans la fusillade qui s'ensuivit avec la police et des gardiens alors présents, Jonathan Jackson et ses deux complices, James Mc Cain et William Christmas, sont abattus. L'une des jurés, le procureur Thomas ainsi que Ruchell Magee sont blessés. Quant au juge Haley, il est tué d'une balle de fusil et d'une autre dans la poitrine qui auraient pu être tirées de l'intérieur de la camionnette. L'un et l'autre tirs lui auraient été fatals, selon les éléments présentés lors du procès d'Angela Davis. Dans le mandat de poursuite qui vise alors Angela Davis, elle aurait acheté plusieurs des armes utilisées par Jonathan Jackson lors de l'attaque, dont le fusil acquis deux jours auparavant dans une boutique de prêt sur gage à San Francisco,. L'accusation établit également qu'elle aurait correspondu avec l'un des détenus indirectement impliqués, George Jackson, l'un des « trois frères de Soledad ».

#### Cavale, détention et procès
Cette section ne s'appuie pas, ou pas assez, sur des sources secondaires ou tertiaires indépendantes du sujet. Le texte peut contenir des analyses inexactes ou inédites de sources primaires.
Pour l'améliorer, ajoutez-en, ou placez des modèles {{Source secondaire souhaitée}} ou {{Source secondaire nécessaire}} sur les passages mal sourcés. (juillet 2024)
À la suite de cette prise d'otages sanglante, Angela Davis apprend qu'elle est recherchée par la LAPD (Los Angeles Police Department) et le FBI. Elle apparait alors sur la liste des dix fugitifs les plus recherchés par le FBI et fait l'objet de bulletins de recherche et de communiqués de presse largement diffusés par les journaux et les chaînes de TV de l’État et du pays. À compter du 9 août 1970, débute alors pour elle une cavale forcée qui va la conduire des quartiers d'Echo Park et West Adams de  Los Angeles à Chicago, où elle retrouve un ami, David Poindexter, qui va l'accompagner dans sa fuite. Ils gagneront ensuite en voiture Detroit et enfin New York, d'où elle escompte gagner Miami par avion. Le  13 octobre 1970, après deux mois de cavale, les deux fugitifs sont arrêtés à leur retour à leur hôtel situé à proximité de la 8e Avenue, à Manhattan. Dans la soirée, Angela Davis est conduite sous escorte du quartier général du FBI de New York, où elle a été interrogée, au Centre de détention pour femmes de Greenwich Village, la Women's House of Detention, située à quelques encablures de l'école où, quelques années plus tôt, elle effectua ses études secondaires à la Elisabeth Irwin High School. Sa détention préventive, dans l'attente de son procès, dure seize mois : à New York jusqu'au 22 décembre 1970, date de son transfert d'extradition en Californie et son admission le même jour dans la petite prison de détention pour femmes du comté de Marin (où doit avoir lieu son procès). Puis du 12 décembre 1971 au 23 février 1972 dans la prison de la ville de Palo Alto, dans le comté de Santa Clara , situé dans la banlieue sud de San Francisco,.
À New York, dans cette prison à l'architecture et aux façades gothiques, aux locaux et aux cellules exigües, vétustes et insalubres, elle est d'abord placée à l’isolement dans une section pour femmes souffrant de troubles mentaux. Elle entame alors une grève de la faim pour exiger, par l'entremise de ses avocats Margaret Burnham (amie d'enfance, qui la visite quotidiennement) et John Abt, la fin de la mesure d'exception dont elle est l'objet et obtenir un placement carcéral qui soit identique à celui des autres détenues. Au dixième jour de grève, et sous la pression des manifestations de protestation et de soutien qui se déroulent régulièrement dans les rues de Greenwich, à proximité et sous les fenêtres de la prison, « une décision du tribunal fédéral enjoignit aux autorités de la prison de suspendre les mesures d'isolement et de sécurité maximale prises » à son égard. Le tribunal juge injustifié un régime exceptionnel de détention décidé au seul motif des opinions politiques d'une détenue (violation caractérisée du 5e amendement de la Constitution américaine). À l'issue de cette décision judiciaire, elle est enfin autorisée à recevoir des visites qui, hormis ses avocats, lui étaient refusées jusqu'alors.
Durant son court séjour à la Women's House of Detention de Greenwich, elle ne manque pas d'apporter son soutien et son aide à ses « sœurs » détenues : exigeant pour elles des soins médicaux et « compétents ». Elle est à l'initiative d'une cagnotte de secours, pour laquelle elle mobilise ses camarades de cellules, dans le but de permettre aux femmes en détention préventive les plus démunies, de s'acquitter de leur caution et s'éviter ainsi, comme c'était souvent le cas, une réclusion pour défaut de ressources.
Dans le même temps, une vaste mobilisation se met en place dans tout le pays autour du slogan « Free Angela » en faveur de l'inculpée. Un Comité pour la libération d'Angela Davis est créé. Le mouvement qui prend de l'ampleur devient international, rassemblant anonymes, militants, et intellectuels. En France, Louis Aragon et Jean-Paul Sartre s'engagent dans la campagne de libération d'Angela Davis. S'y associent également des artistes comme John Lennon, Yoko Ono et les Rolling Stones,.
Dans les pays communistes du bloc de l'Est, on commence à coordonner des campagnes de solidarité, le slogan « Freiheit für Angela Davis » devenant omniprésent dans toute la République démocratique allemande (RDA).
Chronologie du procès
- Le 5 janvier 1971, Angela Davis est officiellement inculpée par l’État de Californie « de meurtre, kidnapping et conspiration » (par le grand jury du comté de Marin). Transférée en Californie, dans la petite prison de détention pour femmes du comté, elle doit comparaitre avec Ruchell Magee, le seul détenu survivant de la fusillade et de la prise d'otages du 7 août 1970[64]. Pour chacun de ces trois chefs d'inculpation, chacun des deux coaccusés est susceptible d'encourir la peine de mort, alors en vigueur en Californie.
- Le 19 juillet 1971, le juge Richard Arnason, chargé du procès, accepte de « séparer les poursuites intentées contre Angela Davis et Ruchell Magee par l’État de Californie ». Ruchell Magee, sur le conseil de ses avocats, pour optimiser ses chances de défense et éviter la peine de mort, a lui préféré être officiellement poursuivi par l’État fédéral plutôt que par l’État de Californie[65]. Précédemment condamné à perpétuité pour enlèvement et vol, Ruchell Magee est à nouveau condamné à la même peine pour la prise d'otages du 7 aout 1970 ; il sortira de prison pour raison de santé en 2023, à l'âge de 83 ans.
- Le 3 août 1971, Angela Davis et ses avocats Margaret Burnham et Howard Moore (de la Conférence des avocats noirs) déposent une demande en « délocalisation » du procès au motif du risque d'une composition de grand jury partiale, dans un comté qui comporte selon la défense, « des préjugés racistes et anticommunistes chez les résidents moyens ». Requête qui finit par être acceptée. Le procès ayant pour nouvelle localisation le comté de Santa Clara et le tribunal de San José (Californie)[66].
- Le 21 août 1971, Angela Davis apprend le décès le jour même de George Jackson, abattu, trois jours avant son procès, dans la cour de la prison d'État de San Quentin. Elle en est profondément affectée[67].
- Le 18 février 1972, par 6 voix contre une, la Cour suprême de l’État de Californie abolit la peine de mort dans cet État, « la déclarant cruelle, exceptionnelle et, de fait anticonstitutionnelle » (Affaire : Le peuple de l'État de Californie contre Robert Page Anderson). Elle sera à nouveau potentiellement applicable dans cet État au mois de novembre 1972, à la suite d'un référendum d'initiative populaire soutenue par les non-abolitionnistes (proposition 17)[68].
- Le 23 février 1972, le juge Anarson accepte la demande de remise en liberté sous caution d'Angela Davis et de ses avocats, après 16 mois de prison préventive. Après sa sortie effective de prison, « des centaines de gens » enthousiastes se pressent dans un flux continu au siège de son Comité de San José et devant la maison où elle a élu domicile, dans l'attente de la fin de son procès[69].
- Le 28 février 1972 débute le procès à San José et notamment la composition du jury, devant une salle comble où siègent pas moins de trente journalistes et deux cents autres qui suivent les audiences devant des écrans, dans une salle annexe du tribunal.
- Le 14 mars 1972, la défense accepte la constitution de la liste du petit jury. Douze jurés prêtent serment, dont un « Chicano » (un Américain d'origine mexicaine). Ne figure dans ce jury aucun Noir[70].
- Le 27 mars 1972, la défense informe Angela Davis de l'acquittement de Fleeta Drumgo et John Clutchette (« les deux frères de Soledad encore en vie »), dont le verdict a été prononcé le matin même devant le tribunal de San Francisco[71]
- Le vendredi 2 juin 1972 ont lieu le réquisitoire définitif de l'accusation et la plaidoirie de la défense assurée par Leo Branton Jr.[72].
- Le dimanche 4 juin 1972 au matin, « l'Affaire numéro 52613 : État de Californie contre Angela Davis » se termine par un verdict à l'unanimité de non culpabilité pour chacun des trois chefs d'accusation pour lesquels Angela Davis était poursuivie[70].

### Engagement politique après sa libération et popularité

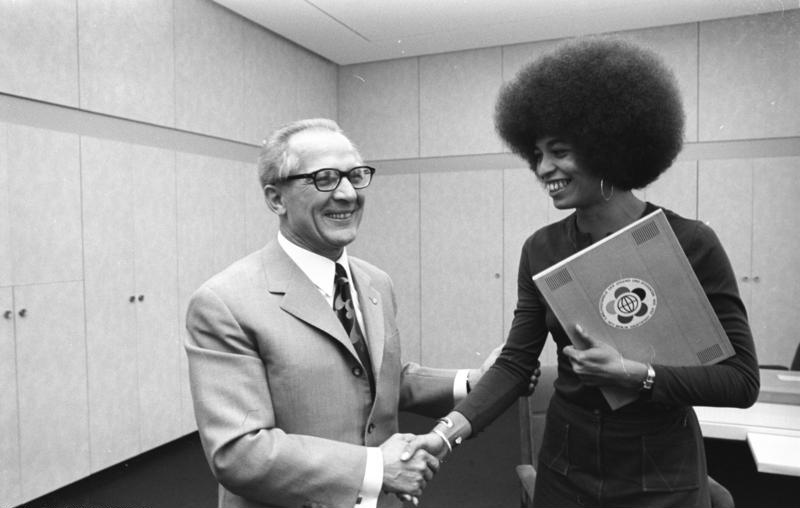
Erich Honecker, secrétaire général du Parti socialiste unifié d'Allemagne, avec Angela Davis à Berlin-Est en 1972.

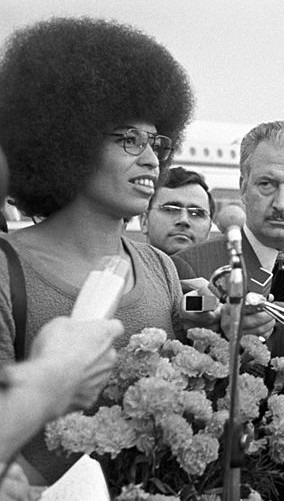
Angela Davis à Moscou en 1972.

Au sein du bloc soviétique, elle se voit élevée au rang d'« héroïne populaire » lors de son procès en Californie avant même qu'elle ne soit déclarée non coupable. Selon Maxim Matusevich, « l’impact de ce mastodonte de propagande fut tel que des décennies plus tard, l’image d’Angela Davis resta un phénomène culturel populaire dans les anciens espaces soviétiques et un symbole d’aspirations non réalisées et souvent contradictoires à la liberté. »
Quelques mois après sa libération, Davis se rend en Europe, visitant plusieurs des pays communistes qui avaient soutenu sa cause. Berlin-Est étant particulièrement ravi de la visite de la « camarade américaine ». Selon Neues Deutschland, en septembre 1972, elle y est « accueillie avec enthousiasme par 50 000 personnes ». Cette figure culturelle populaire permettait ainsi à Erich Honecker de légitimer sa position sur le plan moral et de d'améliorer son image notamment auprès des jeunes. D'une manière générale, le bloc de l'Est dans son ensemble voulant se présenter comme progressiste, l'utilisation de Davis comme figure symbolique s'inscrit alors parfaitement dans la lutte contre l'« ennemi juré », les États-Unis.
Outre les dirigeants politiques qui tentent de rallier Davis à leur cause, de nombreux artistes opprimés par des dictatures espèrent également exploiter sa renommée pour obtenir davantage de soutien à leur cause. Néanmoins, les contacts entre la militante américaine et les dissidents du bloc de l'Est restent rares, nombre d'entre eux critiquant le manque de solidarité de Davis, comme l'écrivain Alexandre Soljenitsyneou le dissident tchécoslovaque Jiří Pelikan. Pour l'historienne Kata Krasznahorkai, Angela Davis pensait qu'elle pouvait « utiliser le contexte du communisme pour atteindre les objectifs qu’elle s’était fixés pour réussir dans son rôle d’activiste noire », étant prête à faire des compromis avec ces régimes, « sacrifiant son image pour atteindre ses objectifs. ».
En 1972, elle se voit confier les clés de la cité antique de Samarcande et est nommée professeure honoraire de l'université de Moscou lors d'une tournée triomphale en Union soviétique. Elle est également reçue au Comité central du Parti communiste soviétique.
Le régime cubain a également soutenu Davis en participant à la campagne mondiale pour sa libération et en l’accueillant à Cuba à plusieurs reprises, souvent avec des délégations du Parti communiste, à partir de 1969. L’État cubain a propagé une iconographie de Davis qui la présentait comme un symbole mondial de la répression et de la solidarité internationale. Par ailleurs, la Fédération des femmes cubaines a offert à Angela Davis des opportunités pour s’exprimer et être davantage visible.
Une autre composante de son identité militante est son féminisme. Ce dernier est en partie nourri par son parcours militant, au cours duquel elle s'est heurtée au sexisme d’une partie du mouvement nationaliste noir voire d’une partie des organisations auxquelles elle appartient. On lui reproche notamment le rôle de leader qu’elle est amenée à assumer au sein du mouvement. Pour l’organisation United Slaves (en) de Ron Karenga ou le poète Amiri Baraka (alors nommé Leroi Jones), le leadership masculin est un moyen pour les hommes noirs de regagner leur dignité face aux Blancs. Par conséquent, la place des femmes au sein du mouvement ne peut être que subordonnée à celle des hommes : les tâches domestiques et l’inspiration des leaders masculins sont les rôles qui leur sont dévolus. Davis estime au contraire qu’un authentique mouvement de libération doit lutter contre toutes les formes de domination : l’homme noir ne peut se libérer s’il continue d’asservir sa femme et sa mère<.
En France, Angela Davis dénonce ce qu'elle considère comme un acharnement contre le voile musulman, qui le transforme en outil de résistance, et rend certaines femmes voilées « plus féministes » que celles qui ont entrepris de les dévoiler. En mars 2013, lorsque le président de la République François Hollande fait part de sa volonté d'interdire les signes religieux aux personnels des crèches, elle se joint à des femmes musulmanes et des intellectuelles pour dénoncer une « loi raciste » qui « vise d'abord les femmes, et devrait aboutir à exclure les plus vulnérables d'entre elles du monde du travail et de l'éducation ».
En mai 2018, elle participe à la conférence internationale « Bandung du Nord », organisée par le Decolonial International Network afin de « questionner la mémoire coloniale », à laquelle participe aussi le militant antiraciste Fred Hampton Jr. (en) et le journaliste Mountazer al-Zaïdi.
Le 14 septembre 2024, dans le cadre de la Fête de l'Humanité à Brétigny-sur-Orge, elle accorde un entretien diffusé en direct sur le réseau X à partir de 13 heures : Carte blanche à Angela Davis.

### Carrière académique
Dès sa sortie de prison, en 1972, Angela Davis se met à publier. Ses essais autant que ses discours véhéments font d'elle l'une des intellectuelles radicales les plus connues de l'époque : la paix au Viêt Nam, l'antiracisme, le féminisme constituent ses thèmes de prédilection.
En 1980 et en 1984, Angela Davis se présente aux élections présidentielles américaines comme candidate à la vice-présidence aux côtés du leader du Parti communiste des États-Unis d'Amérique, Gus Hall,,.
Jusqu'à ses 68 ans, Angela Davis a été professeure d'« histoire de la prise de conscience » à l'université de Californie à Santa Cruz. Elle a fait campagne contre la guerre d'Irak. Elle a reçu le prix Thomas-Merton en 2006. Elle a rejoint le « Comité international de soutien aux victimes vietnamiennes de l'agent orange et au procès de New York » (CIS) conduit par André Bouny. Elle lutte contre l'industrie carcérale et la peine de mort aux États-Unis et dans le monde.

### Vie privée
Angela Davis a fait son coming out en tant que lesbienne en 1998 dans le magazine Out,,.
En 2012, elle déclare, lors d'une discussion publique avec l'autrice et activiste Grace Lee Boggs, être végane et considérer que la question alimentaire sera l'« une des prochaines arènes majeures de la lutte ».
Angela Davis parle couramment français.

## Controverse et critiques

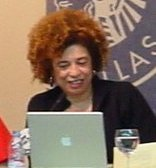
Angela Davis, rebelle à la politique de son propre pays, enseigne l'histoire de la prise de conscience dans une université californienne.

En janvier 2019, l'Institut des droits civils de Birmingham (en) décide de révoquer la récompense d'honneur que devait recevoir Angela Davis pour son engagement pour les droits de l'homme, en raison de son soutien à BDS, une campagne de boycott d’Israël.
Dans un article publié dans The Forward, la journaliste Cathy Young, qui écrit surtout sur Reason Magazine, une revue libertarienne, se montre critique à l'égard du statut d’« icône des droits de l'Homme » d'Angela Davis. Elle rappelle qu'elle a été un soutien du gourou Jim Jones mais lui reproche principalement sa complaisance à l'égard des régimes communistes. Elle note qu'« en ce qui concerne les régimes communistes, Davis a montré un manque de préoccupation notable pour les causes qu’elle a défendues aux États-Unis, telles que les droits des homosexuels et les droits des femmes », alors qu'elle a reçu plusieurs récompenses d'honneur en URSS, en RDA et à Cuba (régimes répressifs à l'encontre des homosexuels et des mouvements féministes) et y a rendu hommage à ses hôtes. Cathy Young cite également l'activiste Charlene Mitchell, amie de Davis, selon laquelle Davis a refusé d'apporter son soutien à la libération de prisonniers politiques d'Europe de l'Est, car « [elle] ne pensait pas que les gens devaient quitter les pays communistes pour retourner dans le système capitaliste. »
En 2023, la présidente de la région Île-de-France, Valérie Pécresse, refuse de baptiser un lycée de Saint-Denis du nom de la militante anti-raciste (nom choisi par la communauté éducative) en raison de ses prises de position sur l'application de la laïcité en France et notamment la loi sur le port du voile et la dissolution du CCIF par le ministre de l'Intérieur Gérald Darmanin — opinion exprimée à travers une tribune cosignée en 2021. Le lycée est renommé du nom de Rosa Parks. Le ministre de l'Éducation Pap Ndiaye exprime son désaccord avec cette décision.

## Hommages

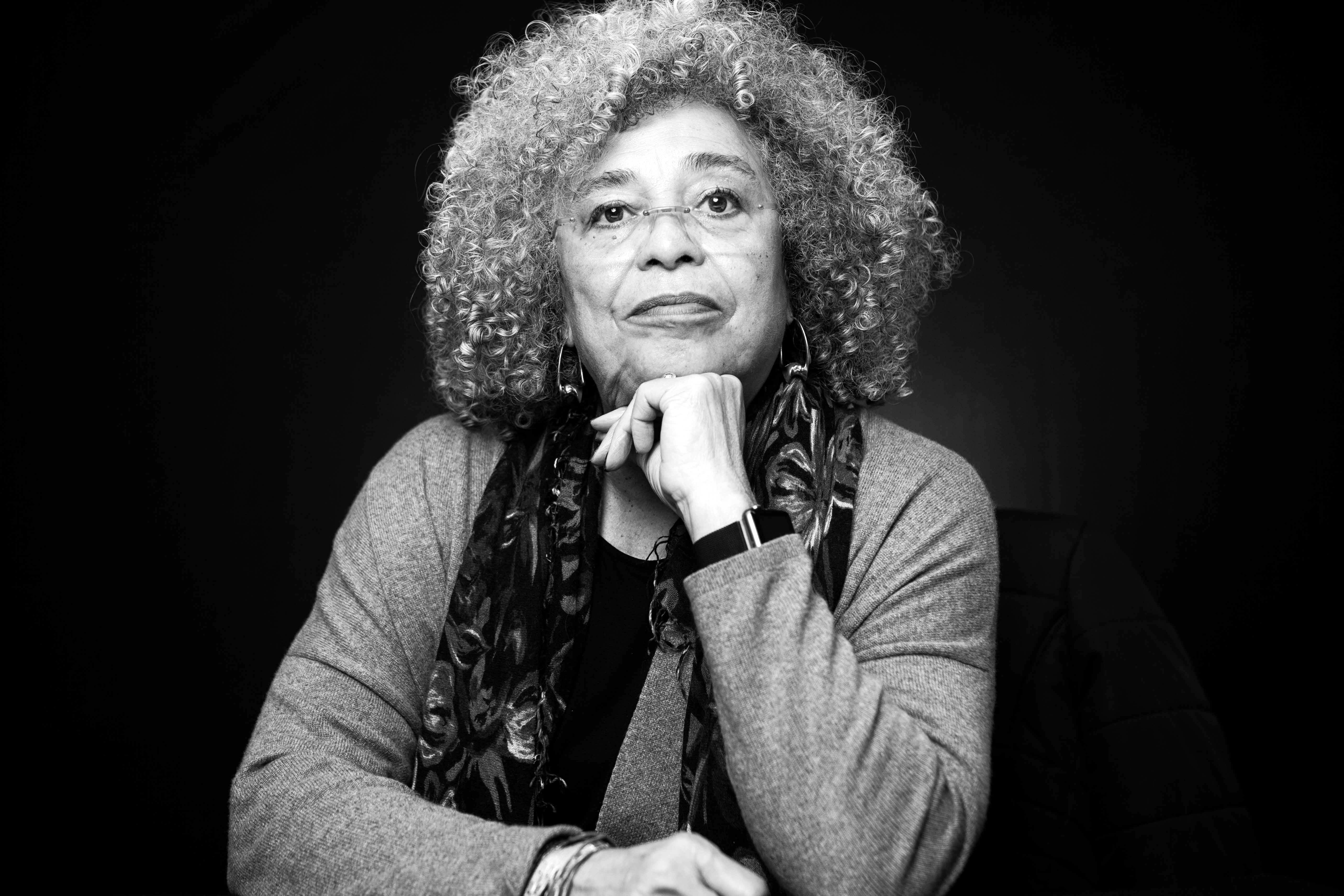
Angela Davis en 2019.

- Les Rolling Stones ont sorti en 1972 une chanson de soutien à Angela Davis, Sweet Black Angel, sur l'album Exile on Main St..
- Kijno a peint Balises pour Angela Davis, en 1971. Il l'héberge chez lui, à Saint-Germain-en-Laye, en 1977, lorsqu’il s'associa avec Gilberte Rodrigue et Jean Genet pour demander la libération des Dix de Wilmington.
- La chanson Complainte pour Angela Davis a été interprétée par Francesca Solleville et apparaît sur l'album Francesca Solleville chante la violence et l'espoir (1972).
- John Lennon et Yoko Ono ont soutenu Angela Davis dans une chanson intitulée Angela sur l'album Some Time in New York City en 1972.
- Le groupe Santana, lors de sa tournée live de 1973, joue la chanson Free Angela. Elle sera immortalisée sur le premier album en public du groupe Lotus, qui reprend les enregistrements de Osaka Koseinenkin Hall[97].
- Pierre Perret dans la chanson Lily en 1977 : « Mais dans un meeting à Memphis, Lily, / Elle a vu Angela Davis, Lily, / Qui lui dit : Viens, ma petite sœur, / En s'unissant on a moins peur / Des loups qui guettent le trappeur. »
- Juliette la cite parmi ses modèles dans sa chanson Rimes féminines parue dans l'album du même nom (1996).
- Éric Noyer écrit Angela, une œuvre musicale sur la jeunesse d'Angela Davis, en 2002.
- Yannick Noah lui rend hommage en 2010 avec sa chanson intitulée Angela.
- Angela Davis est le sujet d'œuvres graphiques de Shepard Fairey (Obey Giant)[98].
- Winston McAnuff dans la chanson Angela Davis de l'album A Bang joué avec la Bazbaz Orchestra.
- Le film Free Angela Davis de Shola Lynch, sorti en 2012.
- En 2012, elle devient docteure honoris causa de l'Université libre de Bruxelles.
- En mai 2013, le conseil municipal de La Courneuve, en Seine-Saint-Denis décide de donner son nom à la future école des Quatre-Routes. D'autres écoles maternelles ou primaires portent le nom d’Angela Davis, notamment à Montreuil, à Bezons et à Grigny.
- En décembre 2014, elle est faite docteure honoris causa de l'université Paris Ouest Nanterre La Défense.
- En juin 2016, les élèves d'une école de Ramonville-Saint-Agne choisissent son nom pour leur groupe scolaire.
- En mars 2017, les étudiants de l'Institut d'études politiques de Toulouse choisissent son nom pour leur promotion 2013-2018.
- Angela Davis apparaît dans le roman Pastorale américaine de l'écrivain Philip Roth. Les écrits d'Angela Davis sont l'une des origines de la pensée politique du personnage de Merry Levov.
- Entre 2018 et 2023, un lycée portait son nom à Saint-Denis (Seine-Saint-Denis)[99],[100]. La région Île-de-France, présidée par Valérie Pécresse, le renomme en juillet 2023 Rosa Parks[101].
- En juin 2019, citation à la fin du vidéo clip God Control de Madonna.
- En 2019, Angela Davis est nommée au National Women's Hall of Fame[102].
- En mai 2019, la ville d'Alizay donne son nom à son nouveau complexe sportif[103].
- En 2020, le magazine Time la nomme « femme de l'année » pour l'année 1971, dans son édition « 100 femmes de l'année » célébrant les 100 ans du droit de vote des femmes aux États-Unis[104].
- En juillet 2020, Grand Corps Malade la cite parmi ses modèles dans Mesdames, paru sur l'album Mesdames.

## Œuvres

### Éditions anglophones
- (en-US) If They Come in the Morning: Voices of Resistance, The Third Press, 1971, rééd. 1 janvier 2001, 288 p. (ISBN 9780893882174),
- (en-US) An Autobiography, New York, International Publishers, 1 septembre 1974, rééd. 4 novembre 2013, 428 p. (ISBN 9780717806676, lire en ligne),
- (en-US) Women, Race & Class, Penguin Classics, 12 février 1983, rééd. 3 octobre 2019, 256 p. (ISBN 9780241408407, lire en ligne),
- (en-US) Violence Against Women and the Ongoing Challenge to Racism, Kitchen Table, 1er janvier 1985, 18 p. (ISBN 9780913175118),
- (en-US) Women, Culture, and Politics, Random House, 4 février 1989, 238 p. (ISBN 9780394569765),
- (en-US) Feminist Family Values (En collaboration avec Gloria Steinhem, Maria Jimenez, Milani Trask), Austin, Texas, Plain View Press, 5 octobre 1997, 136 p. (ISBN 9780911051865, lire en ligne),
- (en-US) Blues Legacies and Black Feminism: Gertrude "Ma" Rainey, Bessie Smith, and Billie Holiday, New York, Pantheon Books, 20 janvier 1998, 466 p. (ISBN 9780679450054, lire en ligne),
- (en-US) Joy James (dir.), The Angela Y. Davis Reader, Wiley-Blackwell, 4 décembre 1998, 380 p. (ISBN 9780631203612),
- (en-US) Are Prisons Obsolete?, New York, Seven Stories Press, 5 août 2003, 132 p. (ISBN 9781583225813, lire en ligne),
- (en-US) Abolition Democracy: Beyond Prisons, Torture, and Empire, New York, Seven Stories Press, 1er octobre 2005, 132 p. (ISBN 9781583226957, lire en ligne),
- (en-US) The Meaning of Freedom: And Other Difficult Dialogues, San Francisco, City Lights Publishers, 1 octobre 2009, rééd. 14 août 2012, 212 p. (ISBN 9780872865808, lire en ligne),
- (en-US) Freedom Is a Constant Struggle, Haymarket Books, 17 août 2015, rééd. 25 janvier 2016, 145 p. (ISBN 9781608465644),

### Éditions francophones
- Angela Davis parle, traduction et introduction de Jacques Hily, Paris, Éditions Sociales (collection Notre temps), 1971, 95 p.
- S’ils frappent à l’aube…, textes choisis et présentés par Angela Davis et Bettina Aptheker, trad. René Baldy, Paris, Gallimard (collection Témoins), 1972, 322 p.
- Femmes, culture et politique, trad. Gilberte Alleg-Salem, préface de Jean Daniel Simon, Paris, Messidor-Editions Sociales, 1989, 243 p.
- Les Goulags de la démocratie : réflexions et entretiens, entretiens recueillis par Eduardo Mendieta, trad. Louis de Bellefeuille, Au diable vauvert, 2006, 156 p.  (ISBN 2-84626-115-6)
- Femmes, race et classe, trad. Dominique Taffin-Jouhaud et le collectif des femmes, 2e éd., Paris, Des femmes ; Antoinette Fouque, 2007  (ISBN 978-2-7210-0552-6), 3e éd., Paris, Des femmes ; Antoinette Fouque, 2013, 4e éd., Paris, Zulma, 2022
- Autobiographie (trad. Cathy Bernheim), éd. Albin Michel, 1975, 344 p. (ISBN 2-226-00173-5) ; Livre de poche, 1977 ; réédition augmentée d’un entretien, Bruxelles, Éditions Aden, 2013, 468 p.
- La prison est-elle obsolète ?, trad. Nathalie Peronny, Au diable vauvert, 2014, 154 p.
- Sur la liberté : petite anthologie de l'émancipation, trad. Cihan Gunes et Julie Paquette, Éditions Aden, 2016, 141 p.(première livraison d'une série de plusieurs volumes anthologiques à paraître)
- Une lutte sans trêve, trad. Fréderique Popet, Paris, La Fabrique Editions, 2016, 180 p. (recueil d'entretiens et de textes inédits)
- Blues et féminisme noir, Gertrude "Ma" Rainey, Bessie Smith et Billie Holiday, Paris, Libertalia, 2017, 407 p.

#### Essais
- Bettina Aptheker, The Morning Breaks: The Trial of Angela Davis, Cornell University Press, juillet 2011  (ISBN 0801485975) (date de première parution 1975)
- Alice Kaplan, Trois Américaines à Paris : Jacqueline Bouvier Kennedy, Susan Sontag, Angela Davis, Gallimard, octobre 2012  (ISBN 978-2070136650)
- Dina Hampton, Little Red: Three Passionate Lives through the Sixties and Beyond, PublicAffairs, mars 2013
- Elsa Solal, Angela Davis : "Non à l'oppression", Actes Sud Junior, septembre 2017  (ISBN 978-2330081973)
- Sybille Titeux de la Croix (auteur), Amazing Ameziane (illustrations), Miss Davis, Éditions du Rocher, Janvier 2020  (ISBN 978-2268102658)
- Najate Zouggari, Davis, Paris, Editions Les Pérégrines, coll. « Icônes », 2024, 103 p. (ISBN 9791025206058, SUDOC 275552268).

#### Articles en français
- « Journal à plusieurs voix : Daniel Berrigan et Angela Davis. Le procès des “dossiers noirs de la police” », Esprit. Nouvelle série, no 7-8, juillet-août-septembre 1972, Paris, Seuil
- Nassira Hedjerassi, « Angela Davis : la formation d'une philosophe féministe radicale, au croisement des oppressions de classe, de race et de sexe » in Former envers et contre le genre, 2014
- Nassira Hedjerassi, « Du côté de trois féministes… Africaine-Américaine : à l'intersection du sexisme, du racisme et du classisme » (lire en ligne)

#### Presse
- Annette Levy-Willard, « Je m'identifie à l'"autre Amérique" », Libération du 14 octobre 2006 [lire en ligne]

### Entretiens
- « Angela Davis : "Nos luttes mûrissent, grandissent" », Ballast,‎ 17 mars 2015 (lire en ligne).
- Radioscopie - Angela Davis (1977) (écouter en ligne)
- (en) Angela Davis: How Does Change Happen? (2007) (écouter en ligne)
- (en) Angela Davis and Toni Morrison - Literacy, Libraries and Liberation (2014) (voir en ligne)
- Entretien avec Angela Davis : «Les États-Unis sont en train de vivre une contre-révolution», novembre 2016 (voir en ligne)
- (en) Trump “trying to make America white again”, Angela Davis tells Memphis activists (janvier 2017) (voir en ligne)
- (en) On Inequality - Angela Davis and Judith Butler in Conversation (mai 2017) (voir en ligne)
- (en) A Conversation on Race and Privilege with Angela Davis and Jane Elliott (2018) (écouter en ligne)
- Angela Davis - Conférence exceptionnelle à la Sorbonne Nouvelle (« voir en ligne »(Archive.org • Wikiwix • Archive.is • Google • Que faire ?))
- (en) Colonial Repercussion - Angela Davis and Gayatri Chakravorty Spivak: Planetary Utopias (juin 2018) (écouter en ligne)
- (en) Gina Dent, Angela Davis and Manthia Diawara. Critical Resistance (août 2018) (écouter en ligne)
- (en) Angela Davis talk's in Madrid: “Feminism will be anti-racist or won't be” (octobre 2018) (écouter en ligne)
- (en) Belong Forum with Angela Davis | Université Dalhousie (octobre 2018) (écouter en ligne)
- (en) Ava DuVernay Interviews Angela Davis on This Moment—And What Came Before, Vanity Fair (septembre 2020) (lire en ligne)

### Vidéo-filmographie
- Angela Davis : portrait d’une révolutionnaire, Yolande Du Luart, France, 1971, 90 min
- Angela Davis revient sur son engagement en faveur de l'émancipation des Noirs et des femmes, une archive de la Télévision suisse romande, 1975
- Angela Davis. L'Enchaînement, Jean-Daniel Simon, France, 1978, 95 min
- Free Angela Davis and All Political Prisoners, Shola Lynch, sortie en France le 3 avril 2013, 1 h 41 min
- [vidéo][Production de télévision] « Duels d'Histoire : Angela Davis vs Ronald Reagan », Olivier Carpentier (écriture et réalisation), Nicolas Brénéol (écriture et montage), Noémie Orphelin (narration) sur Arte, 2022, 12 min (consulté le 15 juin 2024)

#### Notices et bases de données
- Ressources relatives à la musique :   - AllMusic
  - Carnegie Hall
  - Discogs
  - MusicBrainz
  - Muziekweb
  - Répertoire international des sources musicales
  - Songkick
- Ressources relatives à l'audiovisuel :   - Africultures
  - AllMovie
  - Allociné
  - Filmportal
  - IMDb
- Ressource relative à la littérature :   - Internet Speculative Fiction Database
- Ressource relative au spectacle :   - Les Archives du spectacle
- Ressource relative à plusieurs domaines :   - Radio France
- Ressource relative à la bande dessinée :   - Comic Vine
- Ressource relative à la vie publique :   - C-SPAN
- Notices dans des dictionnaires ou encyclopédies généralistes :   - BlackPast
  - Britannica
  - Collective Biographies of Women
  - Den Store Danske Encyklopædi
  - Deutsche Biographie
  - Dictionnaire universel des créatrices
  - Enciclopedia delle donne
  - Gran Enciclopèdia Catalana
  - Hrvatska Enciklopedija
  - Nationalencyklopedin
  - Munzinger
  - Proleksis enciklopedija
  - Store norske leksikon
- Notices d'autorité :   - VIAF
  - ISNI
  - BnF (données)
  - IdRef
  - LCCN
  - GND
  - Italie
  - Japon
  - CiNii
  - Espagne
  - Belgique
  - Pays-Bas
  - Pologne
  - Israël
  - NUKAT
  - Catalogne
  - Suède
  - Australie
  - WorldCat